# 博亚卡省
博亚卡省是位于哥伦比亚东北部地区的一个省，首府通哈，2018年人口为128万。